# Storbladet lind
Storbladet Lind (Tilia platyphyllos) er et op til 30 meter højt træ, der i Danmark f.eks. ses i parker og alléer. Det kendes fra Småbladet Lind på sine hårede bladstilke og årsskud.

## Beskrivelse
Storbladet Lind er et stort, løvfældende træ med en først kuglerund, senere højt cylindrisk krone. Stammen er kraftig og ret med opstigende hovedgrene. Barken er først spredt behåret og rød på lyssiden, men grøn på skyggesiden. Senere bliver den mørkegrå og svagt furet. Til sidst er den grå med flade kamme. Knopperne er spredte og ægformede, mørkerøde med spredte hår.
Bladene er 6-12 cm lange (uden stilk), næsten runde til ovale og har skævt hjerteformet grund. De har tydelig spids og en skarpt savtakket rand. Oversiden er håret og mørkegrøn, mens undersiden er bleggrøn med tæt hårklædning langs nerverne. Blomsterne sidder i små, hængende stande. De enkelte blomster er gulhvide og duftende. Frugterne sidder flere sammen på et bredt forblad. De er runde og tydeligt ribbede. De modner godt og ses af og til selvsået i Danmark.
Rodnettet består af et hjerteformet, dybtgående system af hovedrødder og talrige, fint forgrenede smårødder lige under overfladen. Se i øvrigt under Småbladet Lind.
Højde x bredde og årlig tilvækst: 30 x 20 m (45 x 30 cm/år).

## Voksested
Storbladet Lind vokser på fugtig og næringsrig bund i Mellem- og Sydeuropa. Her danner den (sammen med andre løvtræer) slutstadiet i tusinder af års skovudvikling.
I Danmark ses den sandsynligvis kun som oprindeligt vildtvoksende på øer og i isolerede skove i den sydlige del af landet. Den plantes i parker og alléer.
| Portal | Portal:Botanik |